# Sikandrabad
Sikandrabad är en stad i den indiska delstaten Uttar Pradesh, och tillhör distriktet Bulandshahr. Folkmängden uppgick till 81 028 invånare vid folkräkningen 2011.